# Carabus convexus
Carabus convexus là một loài bọ cánh cứng được tìm thấy ở almost khắp châu Âu, but is somewhat rarer in the extreme tây nam. It is also widespread ở Đông Á.

## Hình ảnh

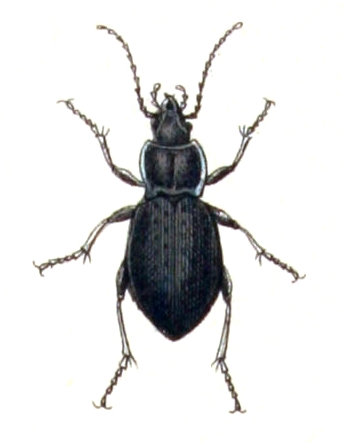
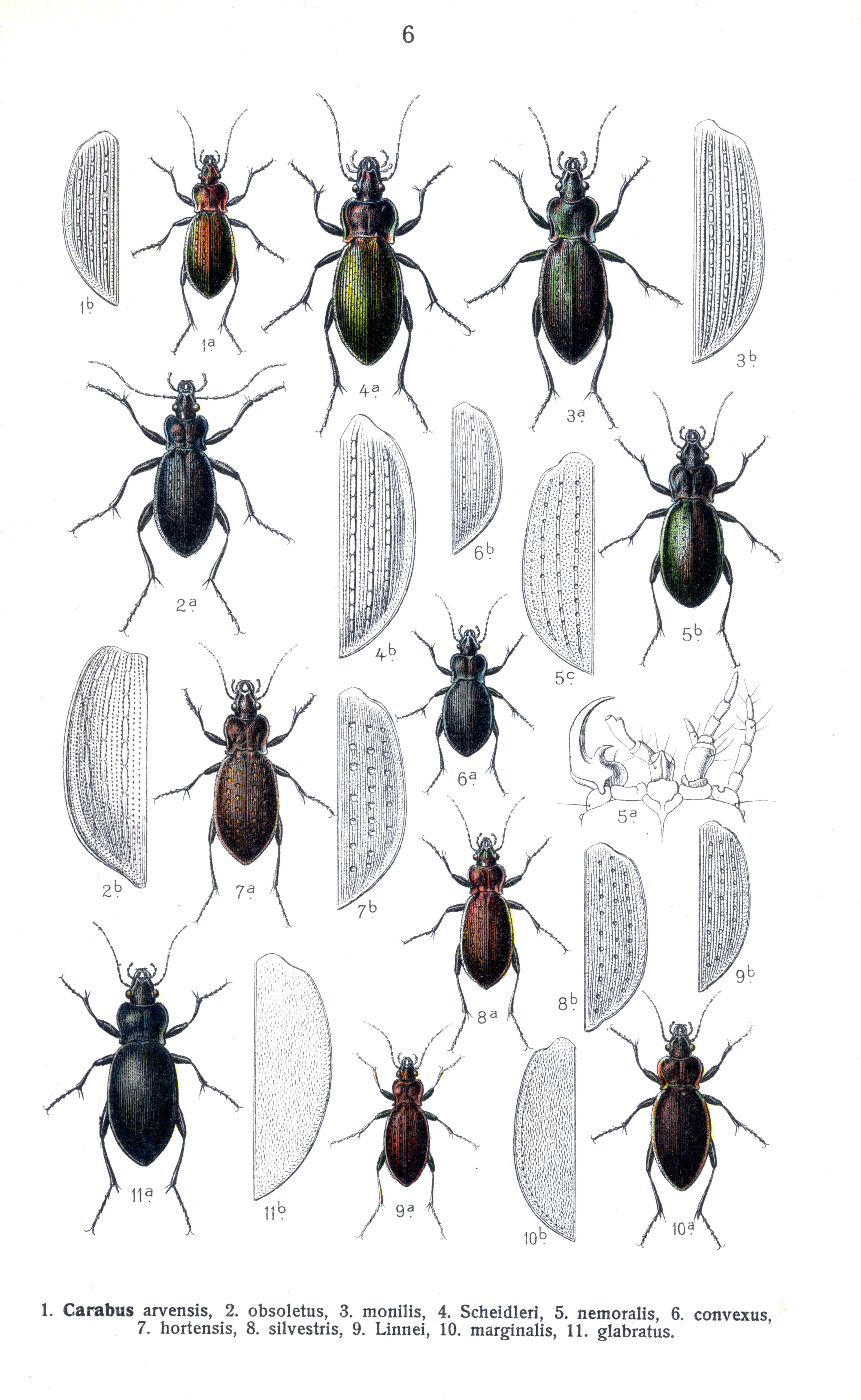
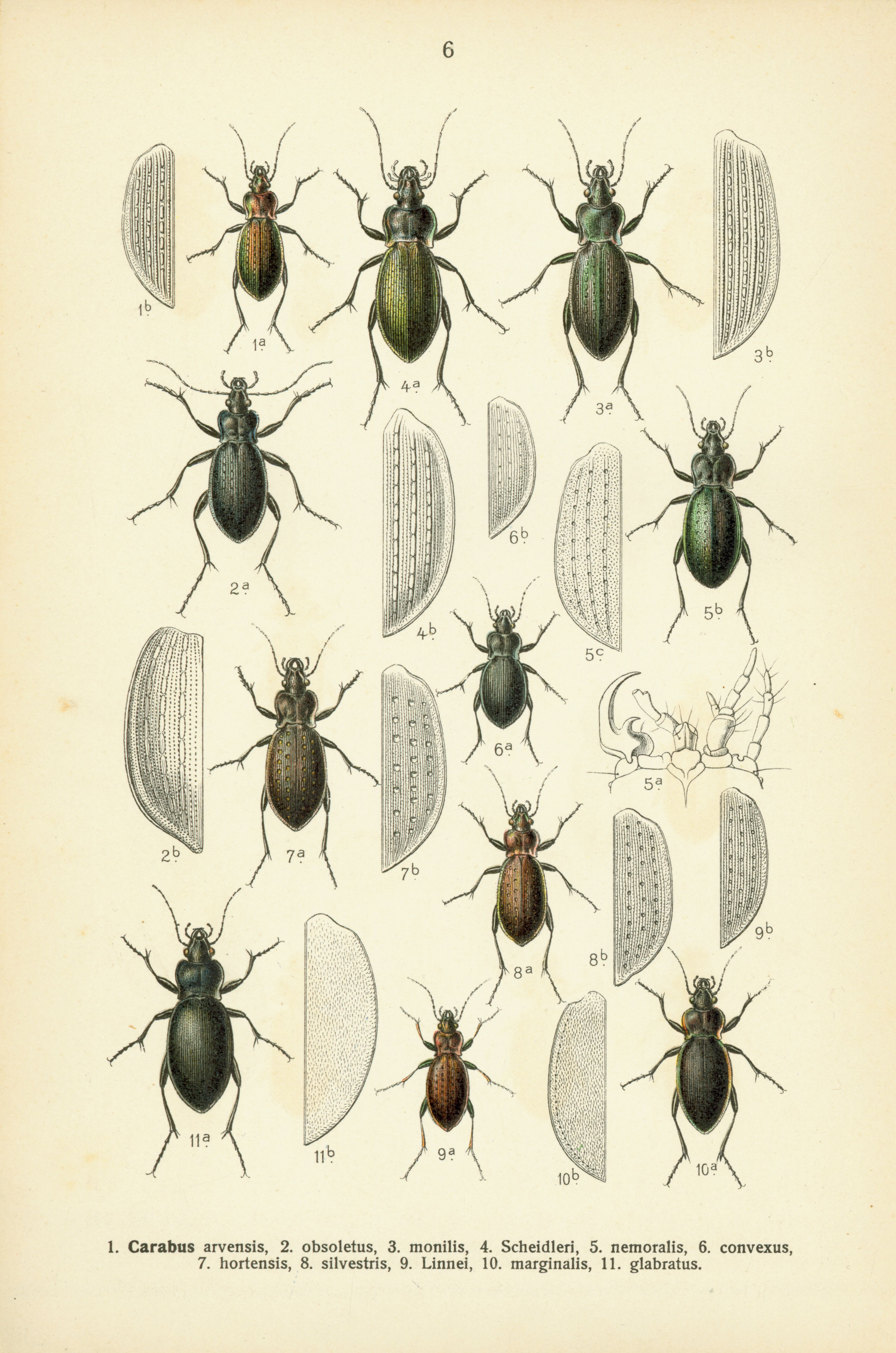